# Celles (Luik)
Celles is een plaats en deelgemeente van de Belgische gemeente Faimes. Celles ligt in de provincie Luik en was een zelfstandige gemeente tot aan de gemeentelijke herindeling van 1965.

## Bezienswaardigheden
- De Sint-Madalbertakerk (Église Sainte-Madelberte) heeft een romaanse toren van begin 13e eeuw, schip van 1787 dat in 1877 eeuw in neogotische stijl werd gewijzigd en een eveneens neogotisch koor.
- De Tumulus van Saives (Tombe de Saives) is gelegen nabij de Romeinse heerweg van Bavay naar Keulen. Deze heuvel bevatte een crematiegraf met rijke grafgiften waaronder een bijna volledig paardenharnas.
- De Onze-Lieve-Vrouwekapel (Chapelle Notre-Dame) te Saives werd in 1754 herbouwd op de plaats waar een in 1691 verwoeste romaanse kapel heeft gestaan.
- De Sint-Blasiuskapel (Chapelle Saint-Blaise) is een kapel van omstreeks 1800.
- De Kasteelboerderij van Saives
- Het Château Pecsteen, voornamelijk uit de 18e en 19e eeuw.

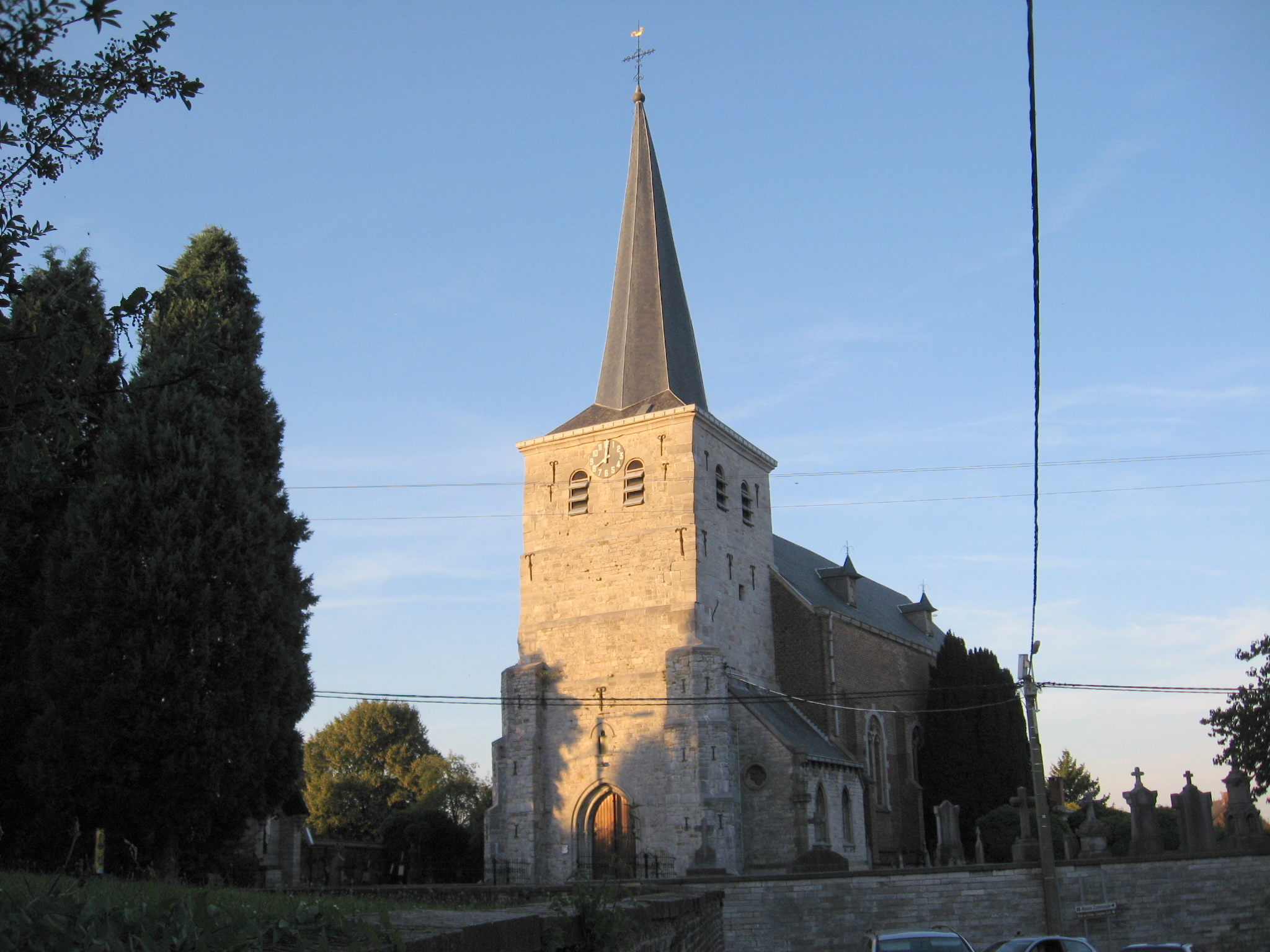
Sint-Madalbertakerk in Celles
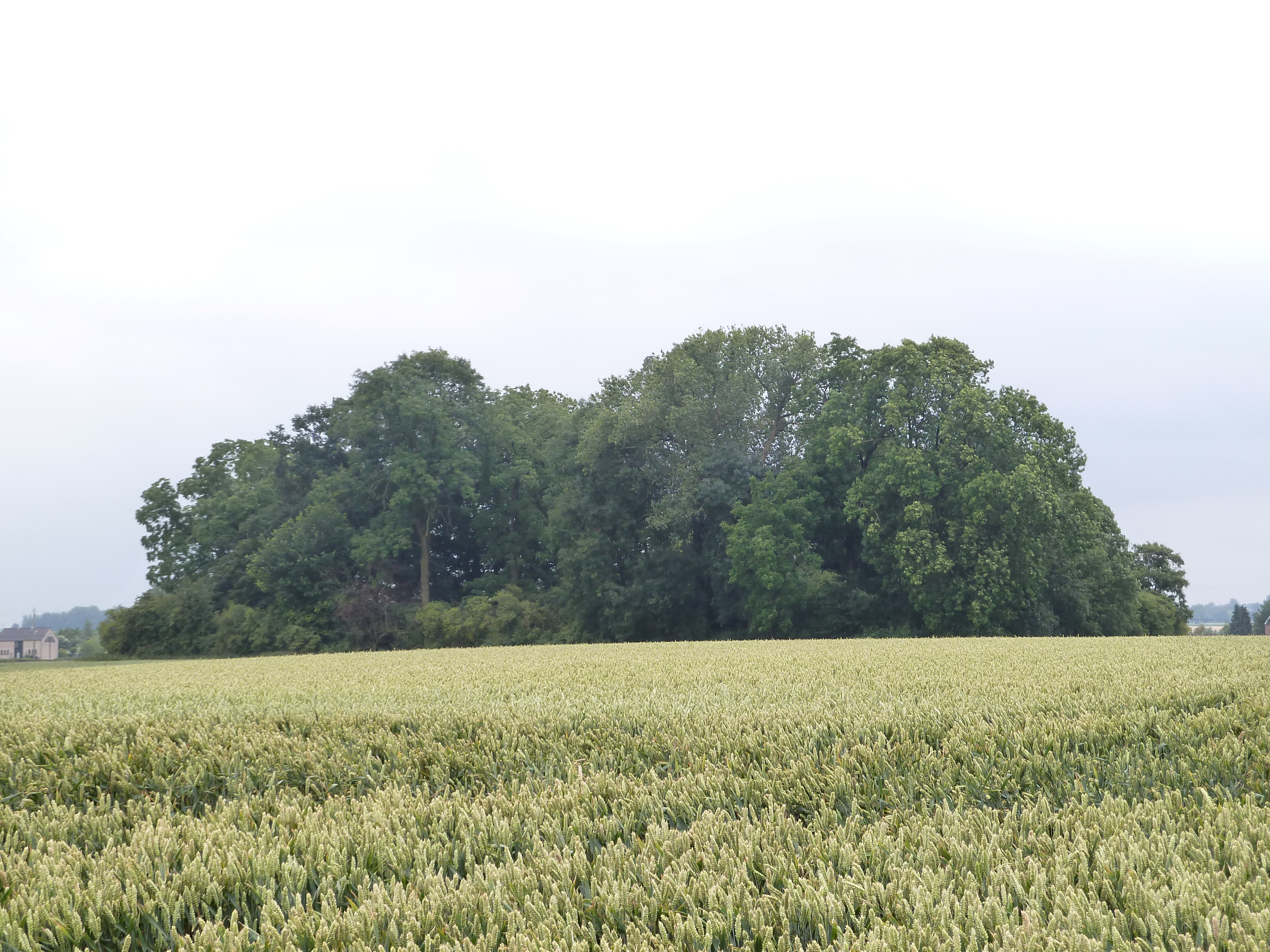
Tumulus van Saives
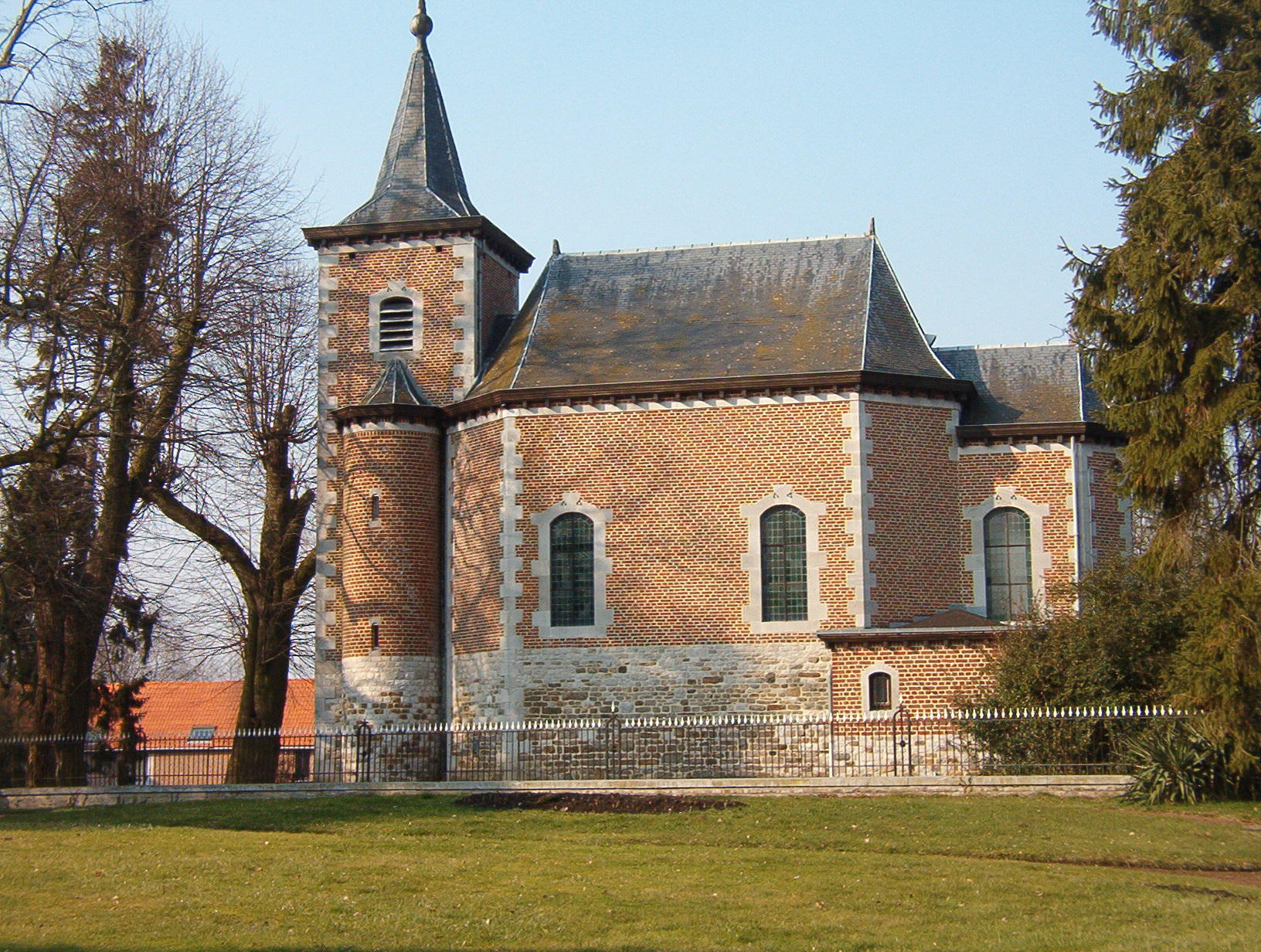
Kapel Notre-Dame in Saives
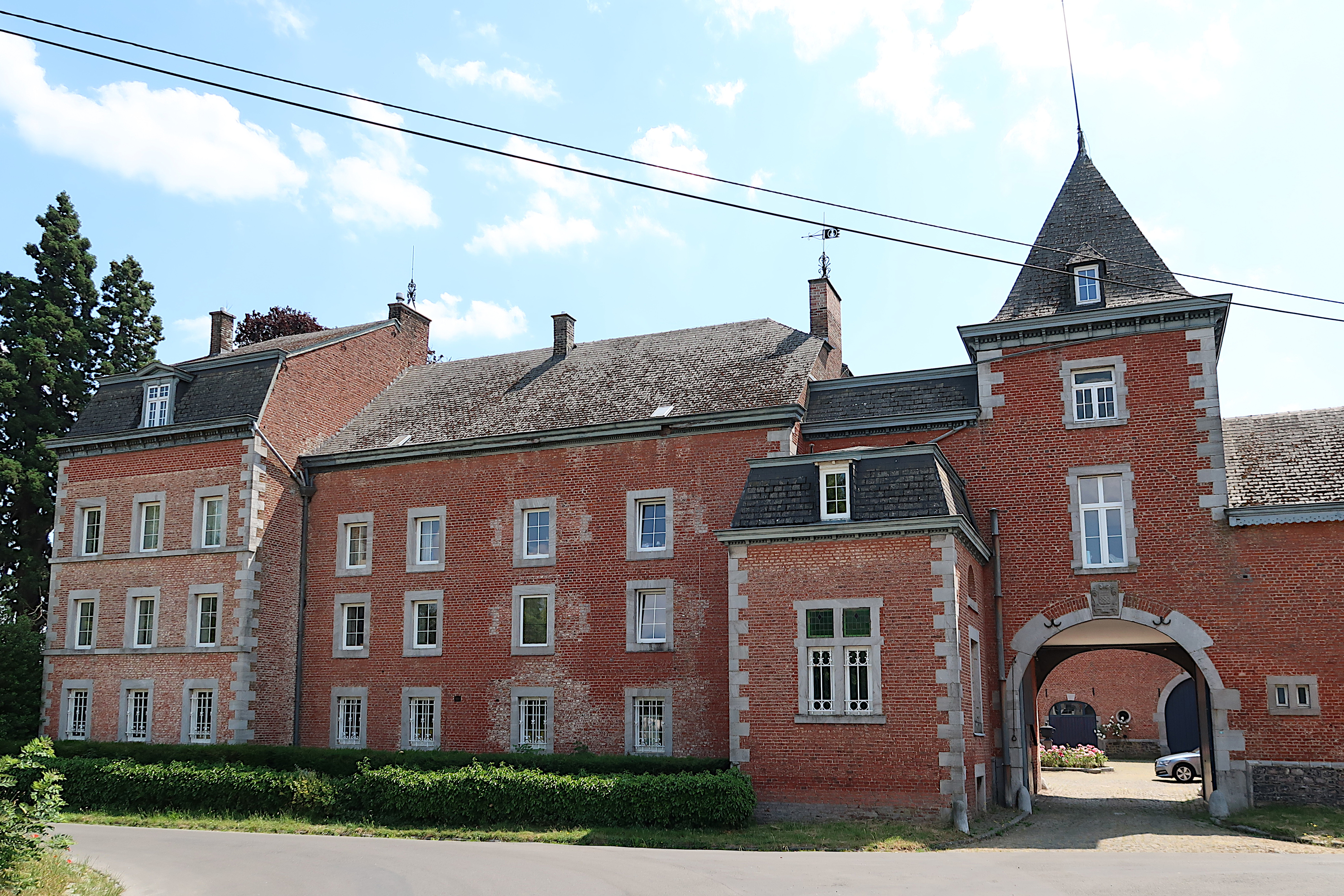
Kasteel Pecsteen
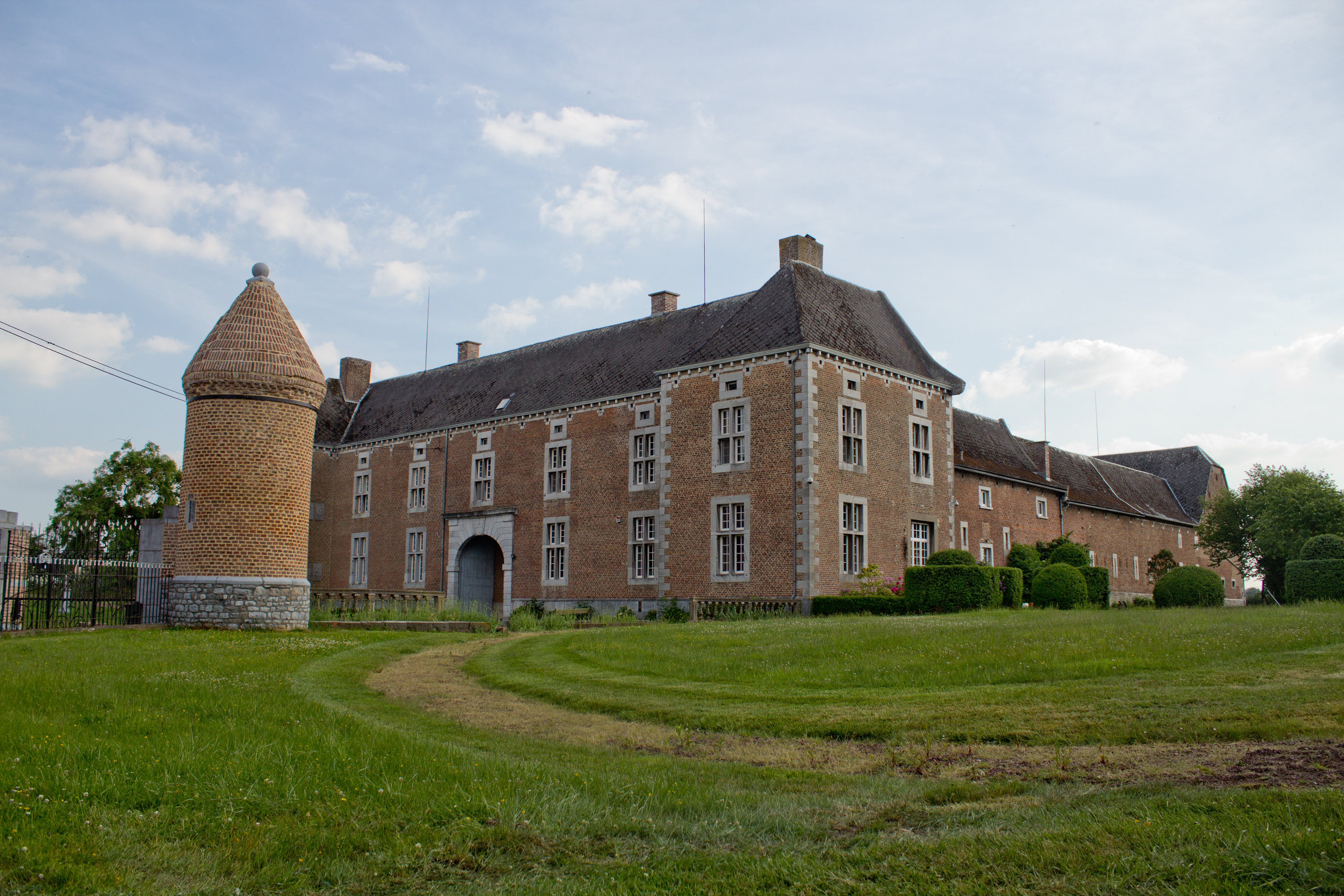
Kasteelboerderij van Saives

## Natuur en landschap
De hoogte aan de kerk bedraagt 146 meter.

## Demografische ontwikkeling
- Bronnen:NIS, Opm:1831 tot en met 1961=volkstellingen

## Nabijgelegen kernen
Viemme, Les Waleffes, Hollogne-sur-Geer, Faimes